# Торпеда

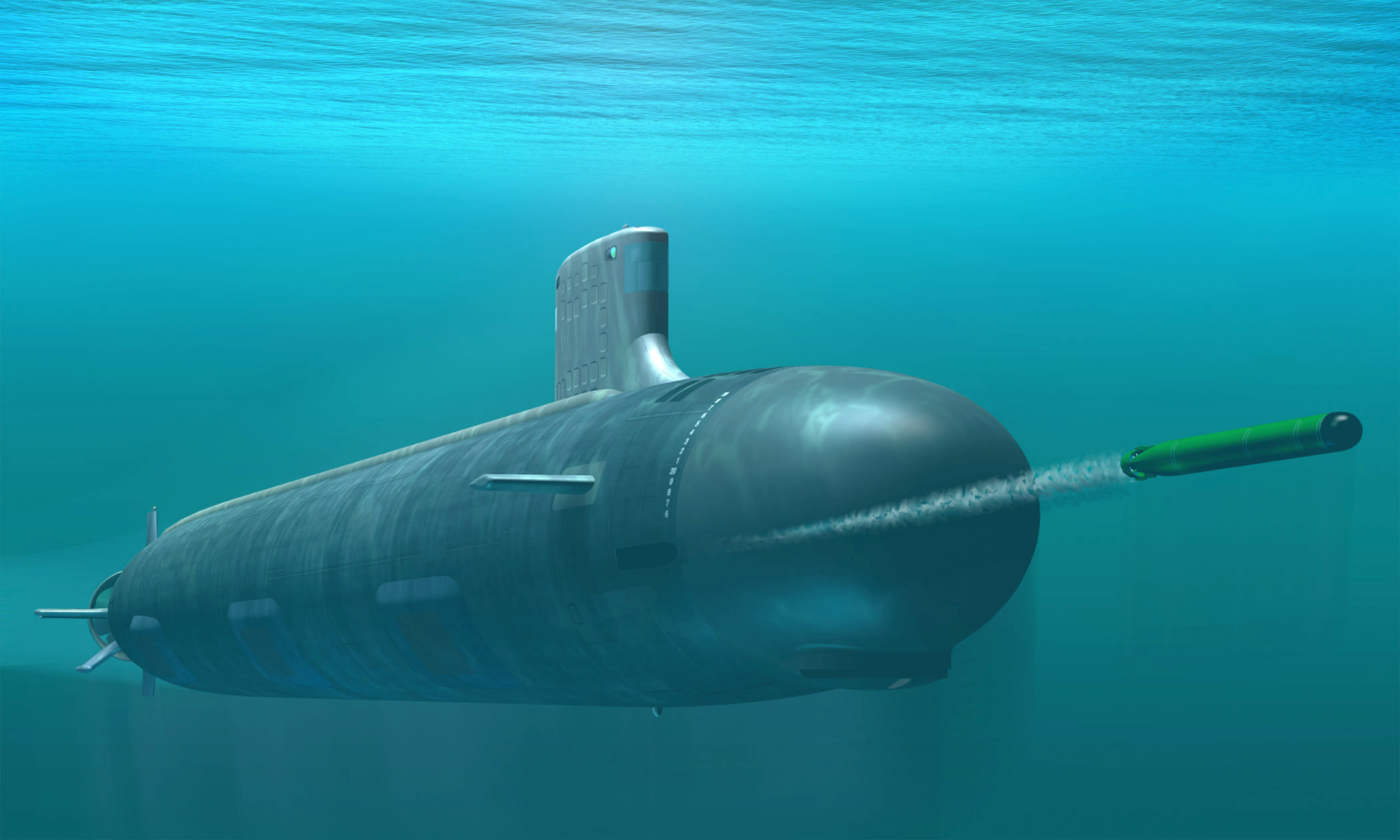
Запуск сучасної торпеди з підводного човна

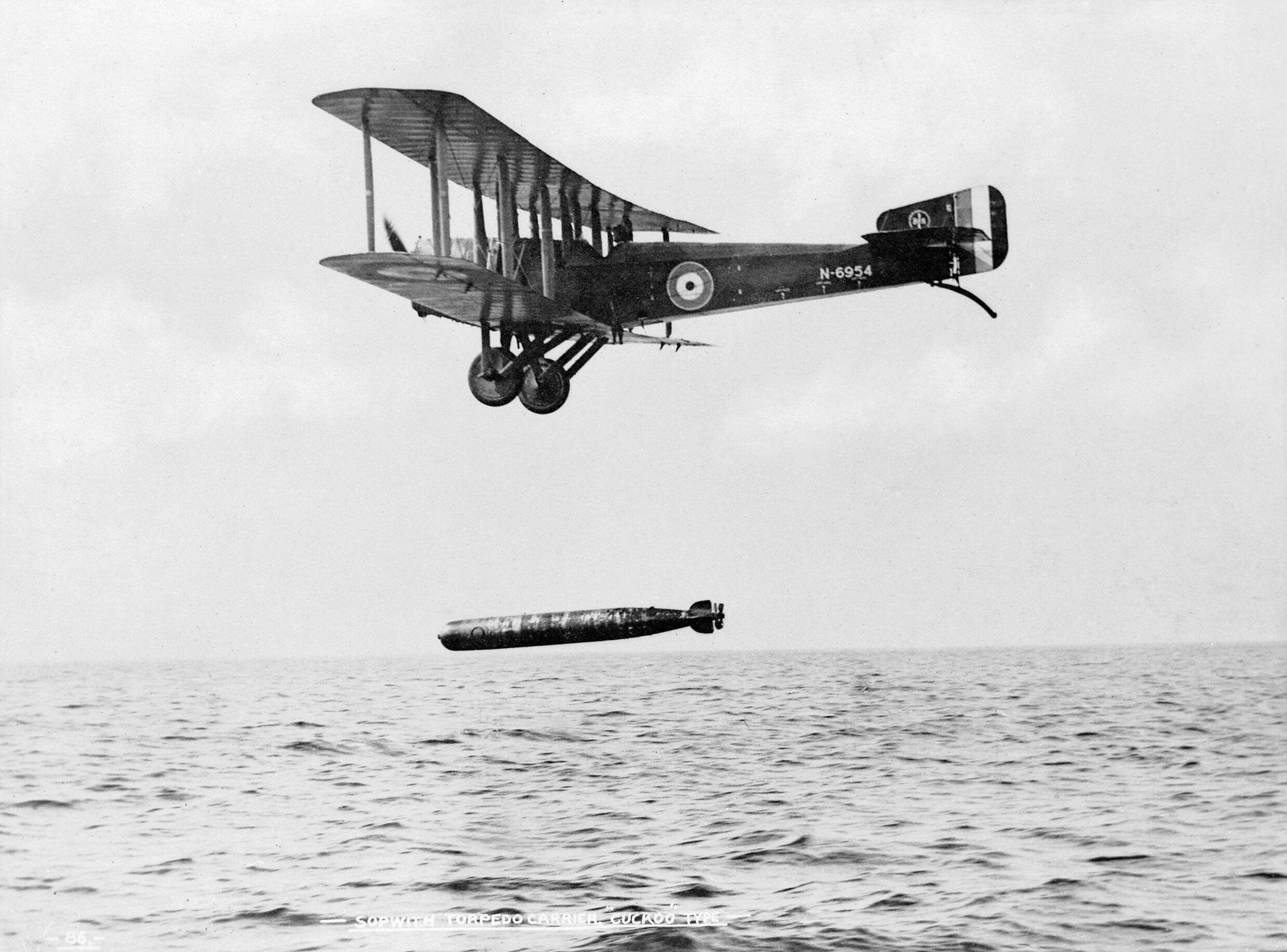
Скидання торпеди з літака Sopwith Cuckoo

Торпе́да — самохідна підводна вибухова зброя.
Торпеди запускаються як з надводних кораблів, субмарин так і з літаків і гелікоптерів. Завдання торпеди — самостійно пересуватися під водою і підірватися при контакті з ціллю. Торпеда складається з циліндричного корпусу з гвинтами або реактивним соплом в кінцевій частині. У корпусі поміщений заряд вибухової речовини або ядерний заряд, детонатор, паливо, двигун і прилади управління.

## Історія

### Винайдення торпеди

Перші торпеди

Будова торпед

З поширенням парових машин з'явились жердинові і буксировані міни, однак використання їх вимагало наближення до противника зблизька, а це було небезпечно й далеко не завжди здійсненно. Створення ж по-справжньому автономного самохідного снаряда стало можливим лише після появи компактних енергетичних установок. Серед них найбільш підходили двигуни, які працювали на стисненому повітрі.
На думку російських істориків зброї є усі підстави вважати винахідником нового грізного бойового засобу — торпеди — талановитого конструктора І. Ф. Александровського, який у 1865 році запропонував морському міністерству Росії детально розроблений проєкт самохідної міни. Проте голова міністерства адмірал Краббе визнав проєкт передчасним.
В 1868 році проєкт Александровського був розглянутий вдруге, і винахіднику було запропоновано збудувати міну за свої кошти з майбутнім відшкодуванням витрат у випадку успіху. Проте, на той час пріоритет у створенні торпеди вже належав англійцю Роберту Вайтгеду (англ. Robert Whitehead).
Р. Вайтхед, який працював в Австро-Угорщині на механічному заводі в місті Фіумі (сучасне Рієка, Хорватія), офіційно оголосив у 1866 році про спроєктовану ним разом з фрегат-капітаном австрійського флоту Йоганом Луппісом (хорв. Ivan Lupis-Vukić або італ. Giovanni Biagio Luppis von Rammer) самохідну міну, яка отримала назву «торпеда» (від латинської назви електричного ската — torpedo marke).
Насправді ж перші випробування торпеди ще у 1850-х роках здійснив у Рієці власне Й. Лупіс. Перша модель торпеди Лупіса мала довжину близько одного метра, керувалася з берега за допомогою канатів і мала два скляних крила для стабілізації руху. Свою другу модель Й. Лупіс подав на суд імператорської комісії у 1860 році. Модель «6м» мала пропелерний (гвинтовий) рушій з приводом від годинникового механізму, два рулі, якими керували з берега тонкими канатами. Проєкт мав назву «Рятівник узбережжя» (нім. „Erretter der Küste“). Попри успішні результати випробувань, комісія відзначила, що суттєвими недоліками апарата є недосконалий двигун та незадовільна система керування.
У 1864 році бургомістр Рієки познайомив Й. Лупіса з Р. Вайтхедом. З цього часу почалася їх успішна співпраця. Вайтхед здійснив вдосконалення апарату: застосував привід від двигуна (власної конструкції) на стисненому повітрі, розробив систему автоматичної стабілізації руху та глибини занурення торпеди, що забезпечило можливість її руху під водою у заданому напрямку з доволі високою точністю.
21 грудня 1866 року нова торпеда була представлена військовій комісії, яка рекомендувала її у виробництво. Торпеда мала діаметр 35,5 см, довжину 3,35 м, вагу 135 кг, з чого заряд вибухівки становив 8 кг.
В 1867 році дослідний зразок нової зброї було виготовлено. Як двигун Вайтхед використав двоциліндровий пневматичний мотор, який приводився в рух стисненим до тиску 25 атмосфер повітрям. Проте випробування були не дуже успішними: швидкість міни становила 6 вузлів, а усі пристрої виявились вкрай ненадійними.
1873 року Р.Вайтгед відкрив у Рієці перший у світі завод торпед, який він побудував на базі ливарні чавуну.
За російськими джерелами Александровському вдалось виготовити власну торпеду лише в 1874 році, однак, попри втрачений час, він все ж таки створив сильну конкуренцію Вайтгеду. Під час комплексних випробувань було встановлено, що міна Александровського нічим не поступається іноземному рівню того часу. Вона внаслідок більших розмірів містила потужніший бойовий заряд, а також мала легкознімний балон зі стисненим повітрям (об'ємом 0,2 м³), що в ті часи спрощувало зберігання снаряда в бойових умовах. До того ж міна Александровського випередила вайтгедівську і в швидкості, досягнувши 10 вузлів. Не зважаючи на це морське міністерство вирішило придбати торпеди за кордоном. Фактом залишається те, що торпеди для усіх флотів, у тому числі російського, постачало австро-угорське підприємство Р.Вайтгеда.
Першу успішну торпедну атаку провів російський вчений, моряк і морський інженер С. О. Макаров. 26 січня 1878 року під час операції під командуванням Макарова два катери «Чесма» і «Синоп» з віддалі 80 м торпедували і втопили 2000 тонний турецький корабель «Інтибах», застосувавши торпеди Вайтгеда.

### Удосконалення
В 70—80-х роках XIX століття інтерес до самохідних мін викликав появу великої кількості різноманітних, одночасно досить оригінальних проєктів. Так, в 1876 році англієць Бреннан продав британському Адміральству за 110 тис. фунтів стерлінгів ескізи торпеди, де замість двигуна на двох, що знаходяться один усередині іншого, валах було закріплено два барабани з намотаними шнурами. Вільні кінці шнурів подавались на встановлену на кораблі парову лебідку. Під час її ввімкнення шнури розмотувались, обертаючи тим самим барабани і кілька насаджених на вали гвинтів, і торпеда рухалась вперед.
Для спостереження за курсом слугувала невелика сигнальна щогла з прапорцем або ліхтарем: це давало змогу залежно від переміщення цілі регулювати швидкість обертання барабана лебідки і відповідно швидкість снаряда. Проте досліди показали досить низьку ефективність такої конструкції. Пізніше її намагався удосконалити американський зброяр Х.Максім — автор відомого кулемету, але й він зазнав невдачі.
Успішнішою виявилась ідея самохідної міни з інерційним двигуном, яку уперше запропонував американський адмірал А. Говелл ще у 1870 році і яку довели до працездатного стану 20 років опісля. Основним елементом двигуна цієї торпеди став 60-кілограмовий маховик, насаджений на розташований перпендикулярно до осі снаряда вал. За хвилину до пострілу маховика від зовнішнього джерела (парової або електричної машини) надавалось обертання частотою близько 10.000 об/хв.

## Класифікація торпед

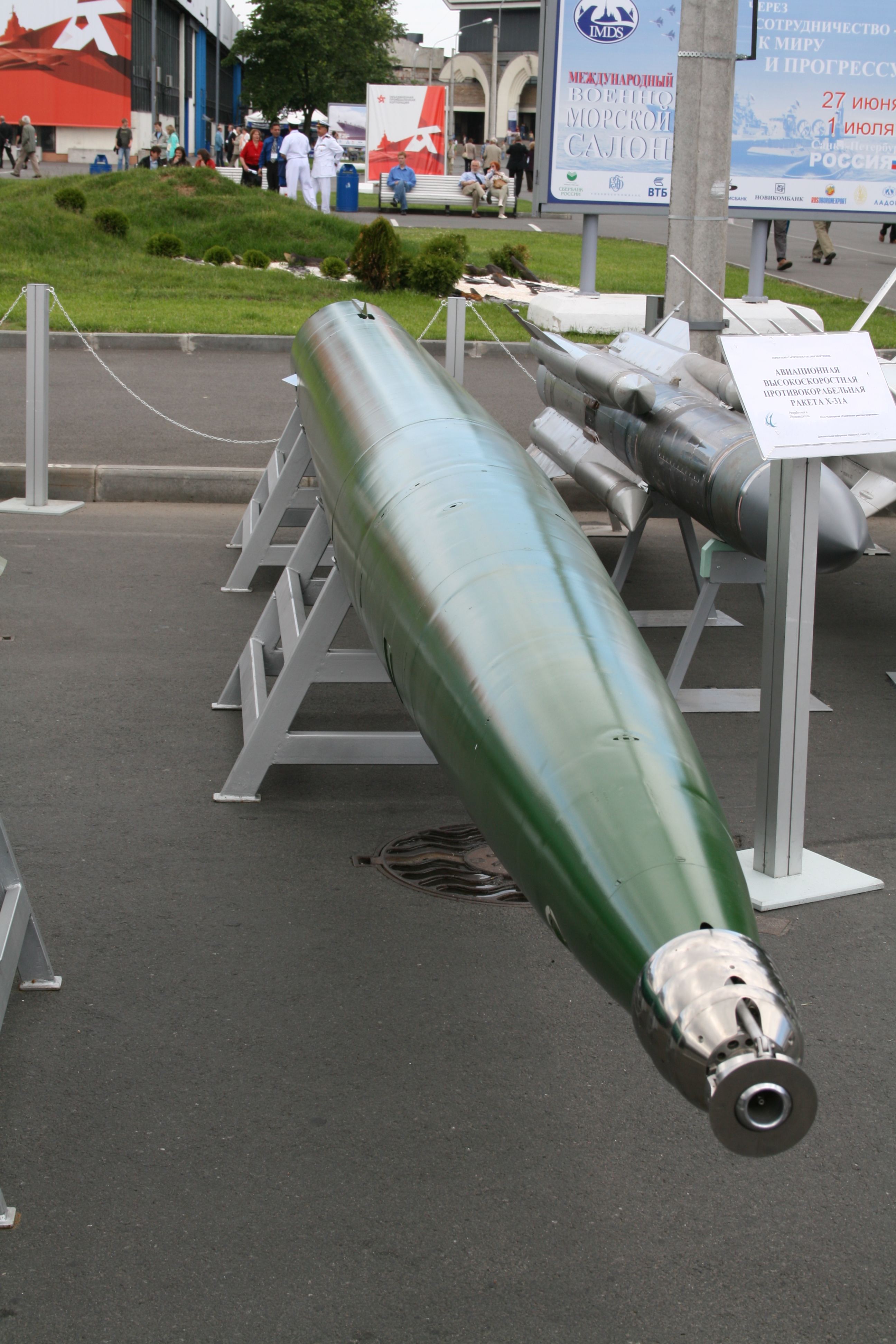
Російська ракетна торпеда «Шквал-Е»

За типом двигуна торпеди класифікують наступним чином:
- На стисненому повітрі (до Першої Світової війни);
- Парогазові — рідке паливо згоряє в стисненому повітрі (кисні) з додаванням води, а отримана суміш обертає турбіну або приводить в дію поршневий двигун;
- Порохові — гази від пороху, що поволі горить, обертають вал двигуна або турбіну;
- Електричні — турбіна обертається за допомогою електричного двигуна;
- Ракетні торпеди — не мають гребних гвинтів, використовується реактивна тяга (торпеда «Шквал»).

За способом наведення:
- Некеровані — перші зразки;
- Прямоідучі — з магнітним компасом або гіроскопічним напівкомпасом;
- Маневруючі — маневрують за заданою програмою (циркулюючі) в районі передбачуваних цілей — застосовувалися Німеччиною в Другій Світовій війні;
- Самонавідні пасивні торпеди — ті що слідують за фізичними параметрами цілі, переважно за звуком або зміні властивостей води в сліді кільватера; перше застосування — в Другій Світовій війні, акустичні торпеди «Цаукеніг» (Німеччина, застосовувалися підводними човнами) і «Файдо» (США, застосовувалися тільки з літаків, оскільки могли уразити свій корабель).
- Самонавідні активні торпеди — ті що мають гідролокатор.